# Porsche 914
El Porsche 914 és un vehicle biplaça esportiu amb motor central, desenvolupat i fabricat conjuntament entre VW i Porsche.

## Història
A finals dels anys 60 i després de l'èxit del 911, Porsche cercava de crear una gamma de vehicles, afegint-ne un de clarament més econòmic. El 912 havia complert la funció de germà petit del 911, però eren massa iguals, els preus poc diferents, doncs ara es pretenia de diferenciar més el model petit.
Paral·lelament, a VW es volia tenir un vehicle esportiu i modern a la gamma, ja que el Karmann Ghia estava quedant obsolet, tant estèticament com mecànicament, atès que portava el motor, canvi, suspensions i direcció del VW Escarabat.
La bona relació de l'època entre la direcció de VW i Porsche va fer que es dissenyés un nou vehicle, que seria comercialitzat per ambdúes marques, en funció de la motorotzació i del mercat al que anés destinat.
El disseny atrevit per a l'època, per primera vegada a Porsche amb fars davantes obribles, sostre tipus targa el convertien en un vehicle atractiu i el motor en posició central indicava les seves pretensions esportives.
La fabricació es va iniciar el 1969 i va anar a càrrec de l'empresa Karmann a la ciutat d'Osnabrück (Baixa Saxònia, Alemanya) tot i que l'ensamblatge final del motor de la versió de 6 cilindres es feia a Stuttgart, a les instal·lacions de Porsche.

## Motoritzacions i mecànica
914 Motor de bòxer de 4 cilindres i 1,7 litres de cilindrada donava 85cv a 4500 rpm, idèntic al motor del VW 411. Aquest vehicle era comercialitzat sota la marca de VW-Porsche. Suspensió davantera i dirección provinent del 911, suspensió de darrere i frens del VW 411.

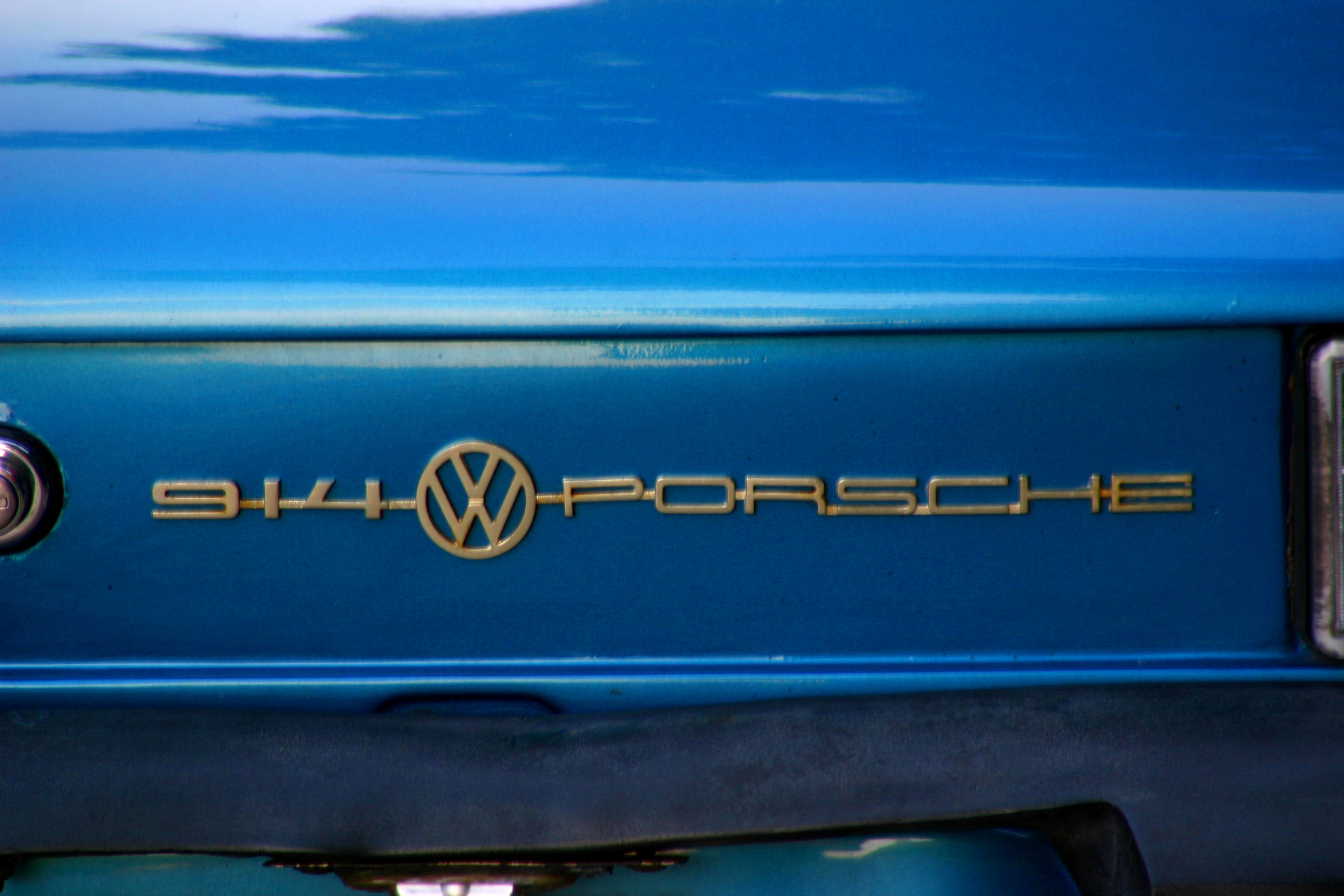
914

914/6 Motor de bòxer de 6 cilindres i 2,0 litres de cilindrada donava 110cv a 5000 rpm, molt semblant al del 911 bàsic, però amb 15 cv menys. Aquest vehicle era comercialitzat exclusivament sota la marca Porsche. Suspensions iguals al model 914 bàsic, però els frens davanters, de discs vcentilats provinents del 911 i els de darrere de discs massissos provinents de l'antic 912.

## Conclusions
El 914/6 va ser un fracàs comercial, principalment degut a l'elevat preu de compra. Se’n van fabricar només 3350 unitats fins al 1972, any en què es va decidir de no seguir muntant aquesta versió.
El 914 va ser un model de bastant d'èxit, tot i no assolir mai les xifres de producció desitjades. Un total de 118.976 vehicles van der fabricats fins a 1976. En aquests anys, els motors refrigerats per aire i en posició darrere començaven a desaparèixer, per ser conceptes que anaven quedant obsolets i superats. Va ser substituït pel modern Porsche 924, amb motor davanter i refrigerat per aigua.

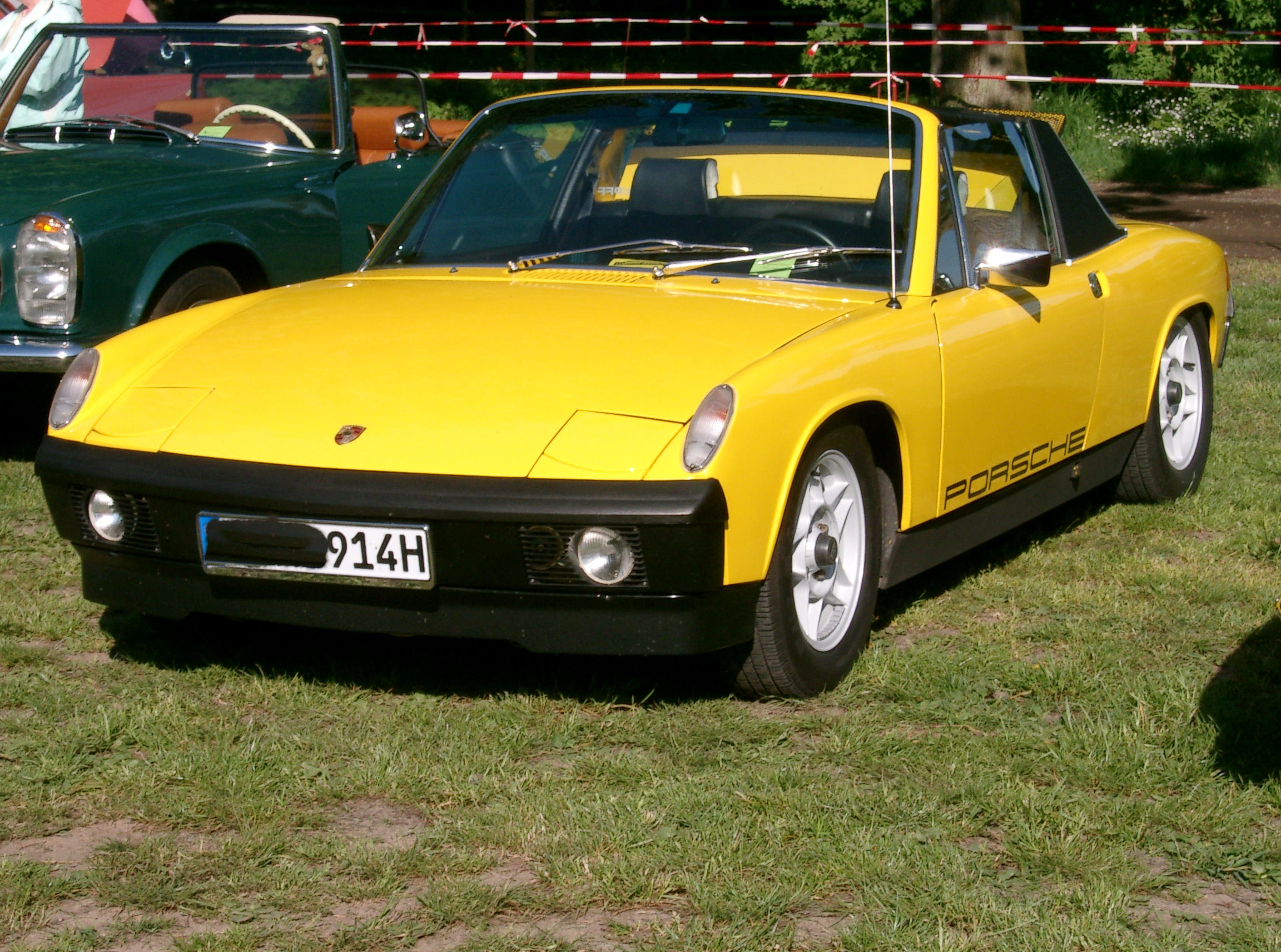
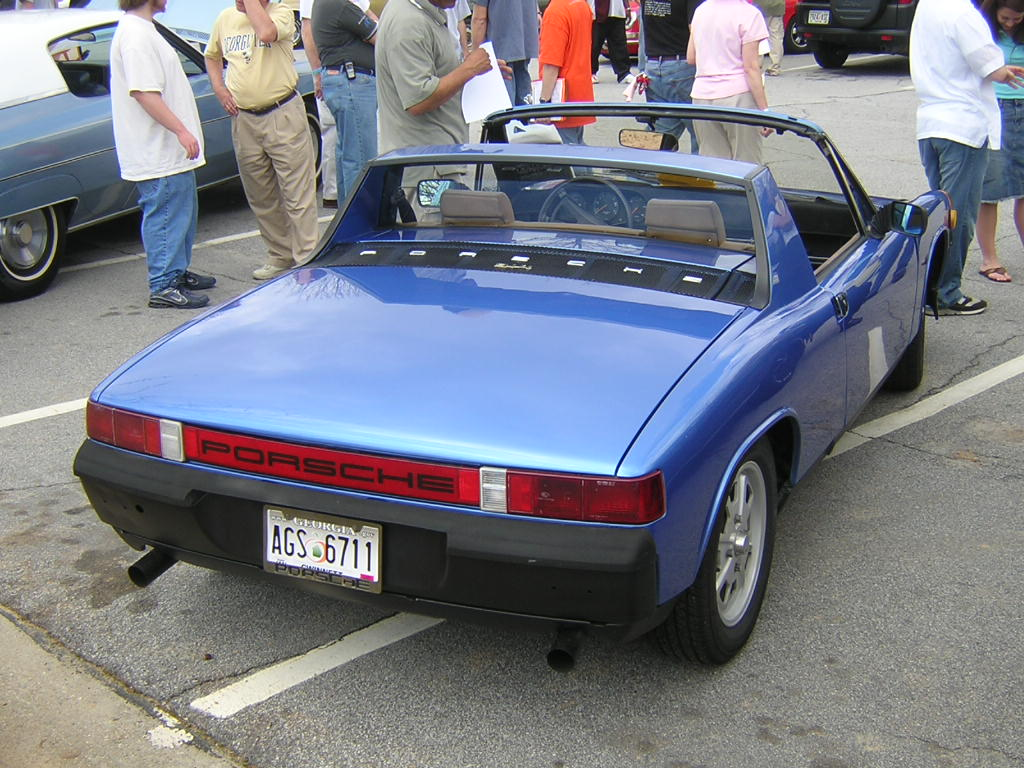
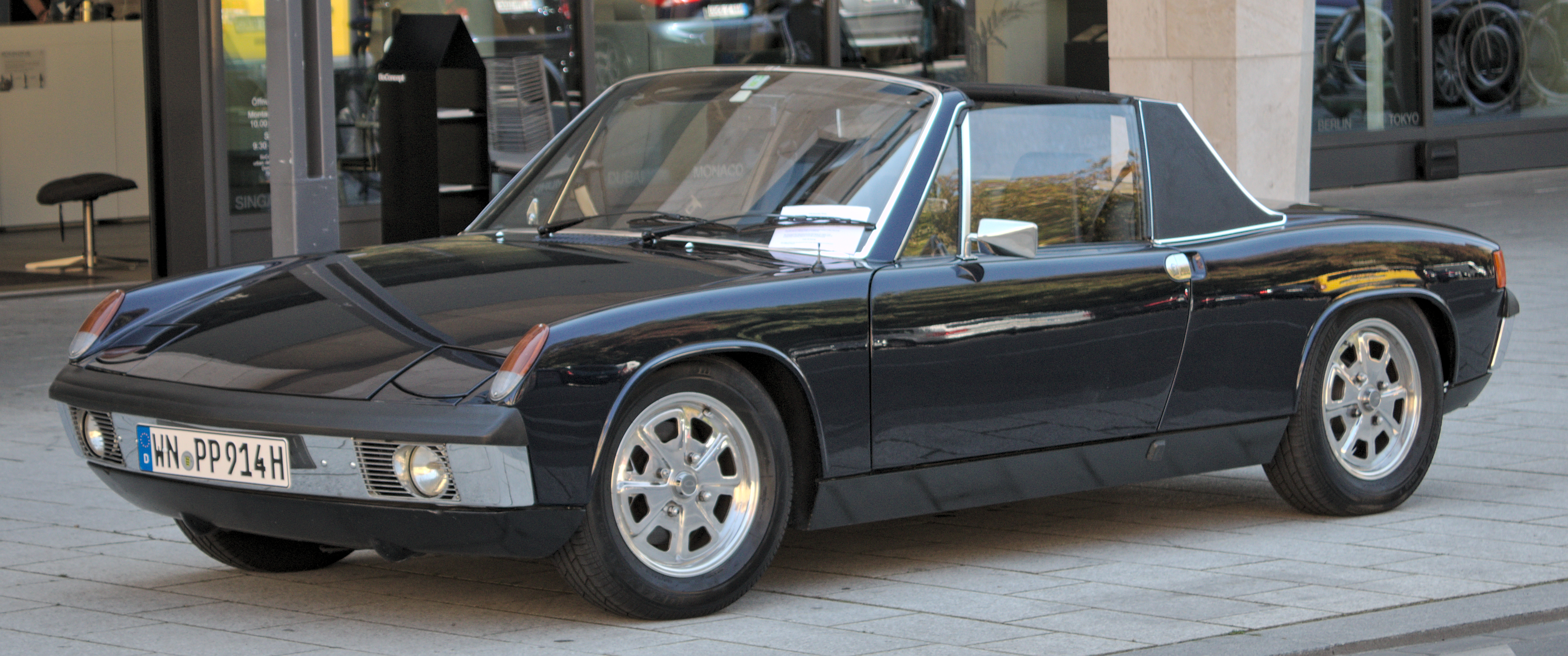
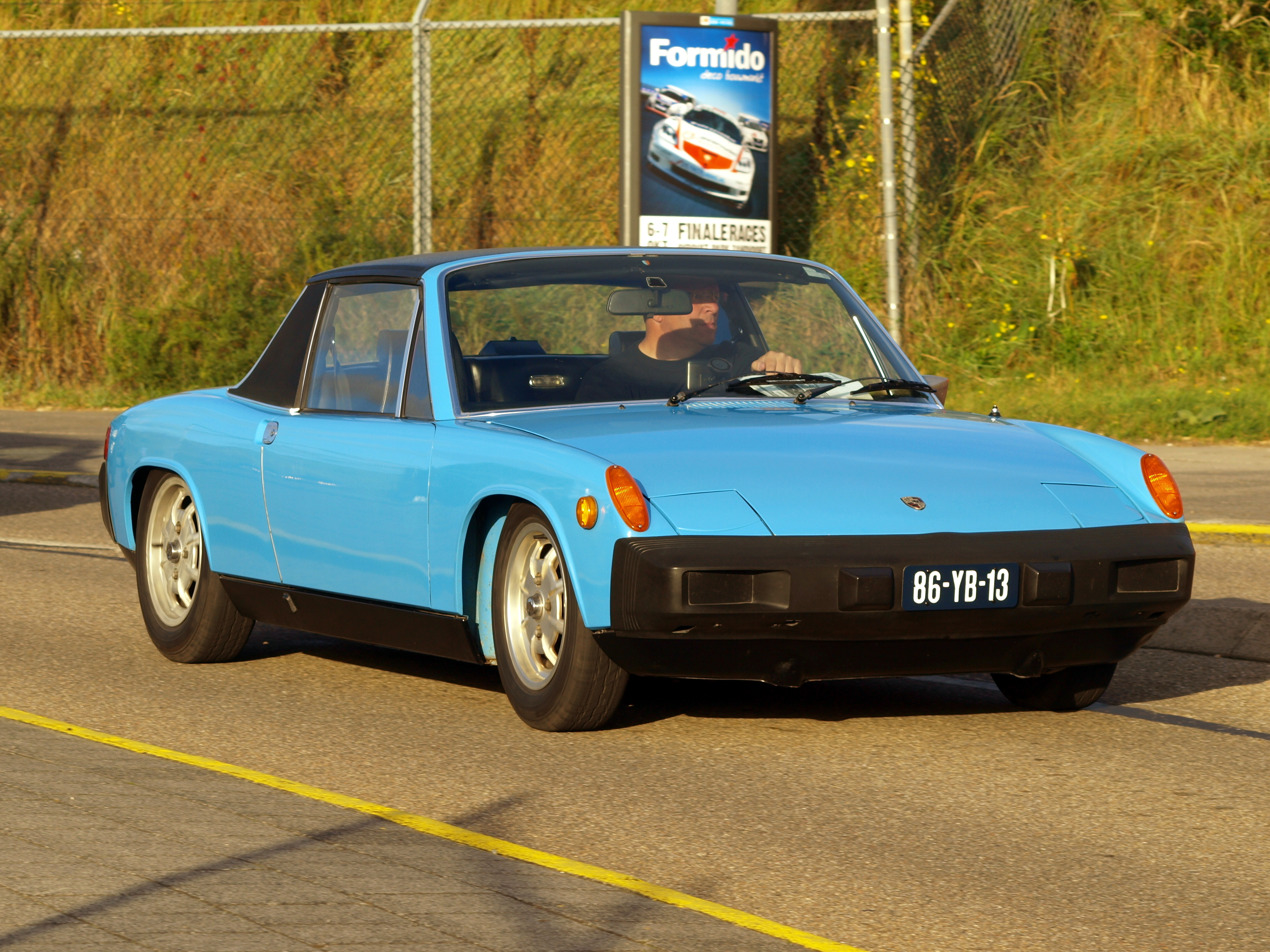
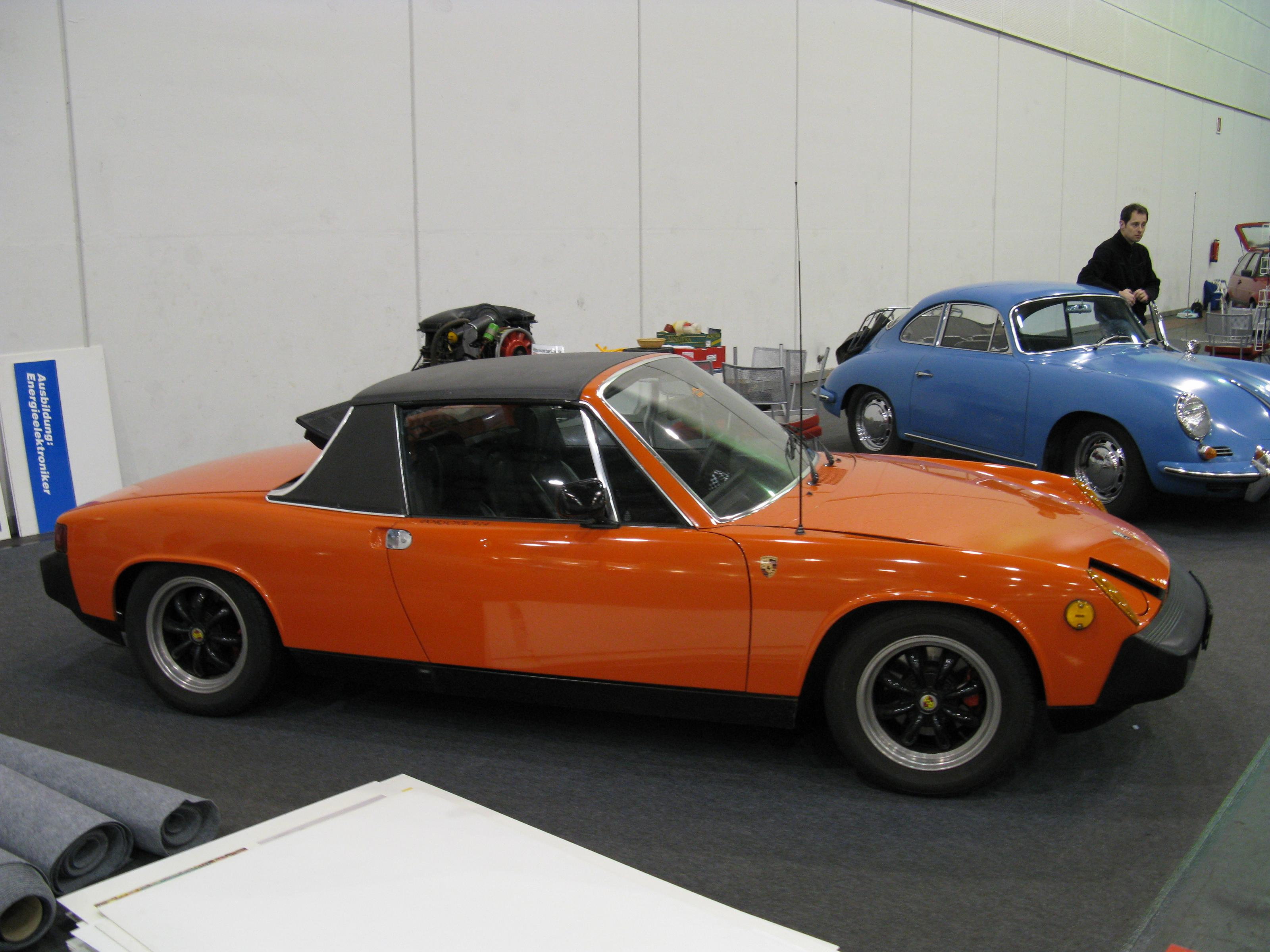